# サムシング・エルス (キンクスのアルバム)
『サムシング・エルス』(Something Else By The Kinks)は、1967年にリリースされたザ・キンクスのアルバム。本作は、前作や後の作品に比べて統一したコンセプトに欠けるものの、彼らの作品の中ではベスト作の一つと見なされる。プロデューサーのシェル・タルミーとバンドは本作の後に袂を分かつ。収録曲の多くはニッキー・ホプキンスのキーボードと、レイ・デイヴィスの妻ラサのバッキング・ヴォーカルが加えられた。
『ローリング・ストーン誌が選ぶオールタイム・ベストアルバム500』に於いて、289位にランクイン。

## 曲目
特筆無い限りレイ・ディヴィス作詞作曲。
1. デヴィッド・ワッツ - David Watts
2. 道化師の死 - Death of a Clown (D.Davis - R.Davis)
3. ふたりの姉妹 - Two Sisters
4. ノー・リターン - No Return
5. ハリー・ラグ - Harry Rag
6. ティン・ソルジャー・マン - Tin Soldier Man
7. シチュエイション・ヴェイカント - Situation Vacant
8. 夜明けまで愛して - Love Me Till the Sun Shines (D. Davis)
9. レイジー・オールド・サン - Lazy Old Sun
10. アフタヌーン・ティ - Afternoon Tea
11. ファニー・フェイス - Funny Face
12. エンド・オブ・ザ・シーズン - End of the Season
13. ウォータールー・サンセット - Waterloo Sunset

ボーナス・トラック
1. アクト・ナイス・アンド・ジェントル - Act Nice And Gentle
2. オータム・オルマナック - Autumn Almanac
3. スザンナズ・スティル・アライヴ - Susannah's Still Alive
4. ワンダーボーイ - Wonderboy
5. ポリー - Polly
6. リンカーン・カウンティ - Lincoln County (D. Davis)
7. ゼア・イズ・ノー・ライフ・ウィズアウト・ラヴ - There's No Life Without Love (Davis - Davis)
8. レイジー・オールド・サン - Lazy Old Sun (Unreleased Alternate Stereo Take)

- UK release: 1967年9月15日 (Pye NPL-18193 mono: NSPL-18193 stereo)
- US release: 1968年1月 (Reprise R-6279 mono: RS-6279 stereo)